# Округ Џоунс (Мисисипи)
Округ Џоунс (енгл. Jones County) је округ у америчкој савезној држави Мисисипи.

## Демографија
По попису из 2010. године број становника је 67.761, што је 2.803 (4,3%) становника више него 2000. године.
| Група             | 2000.          | 2010.          |
| Белци             | 45.955 (70,7%) | 44.432 (65,6%) |
| Афроамериканци    | 17.107 (26,3%) | 19.153 (28,3%) |
| Азијати           | 174 (0,3%)     | 303 (0,4%)     |
| Хиспаноамериканци | 1.271 (2,0%)   | 3.199 (4,7%)   |
| Укупно            | 64.958         | 67.761         |